# Inscripcions de Bourgade

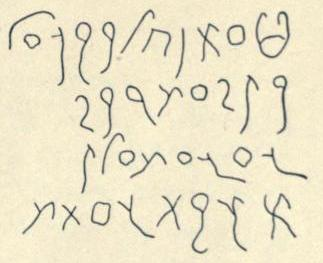
KAI 135

Les inscripcions de Bourgade són unes 40 epigrafies en llengua púnica, que van descobrir en la dècada dels 1840 i primeria dels 1850 a Tunísia, sota la Dinastia husaynita, que acabava d'obrir-se a l'imperialisme francés després de la trobada al 1846 entre Ahmad I ibn Mustafà i Antoine, duc de Montpensier.
- 17 exvots d'ofrenes religioses: 13 textos i 4 baixos relleus;[1]
- 34 epitafis funeraris: 28 textos i 6 baixos relleus.[1]

Bourgade també tornà a publicar des esteles notables anomenades "Cartaginesa A" i "Cartaginesa B", que es van descobrir al 1845 al port-illa de Cartago.
Algunes de les inscripcions aparegueren a prop de les ruïnes de Cartago o als voltants i la resta en diferents punts de la Regència de Tunísia. Unes quantes les va descobrir un arqueòleg anomenat Honnegger. La majoria de les pedres eren propietat de particulars, tant del camp com de les ciutats.
Algunes de les inscripcions més notables se n'han recopilat en Kanaanäische und Aramäische Inschriften i es coneixen amb la referència KAI 133-135.
Les va publicar al 1852 François Bougarde en Toison d'Or de la Langue Phénicienne.

## Textos
KAI 133:
(1) ṭʻnʼ ʼbn z lbʻlš(2)mʻ bn mʻsqlʼ-(3)ʼ bn šʻnt šbʻm
Erigida (va ser) aquesta pedra per a Baʻalsamoʻ, el fill de MʻSQLʼʼ, un “fill” de setanta anys.
KAI 134:
(1) ṭnʼ ʻbn z lplks bn (2) pʻwstʼ wkn šnt šlš(3)tm bʻym
Erigida (va ser) aquesta pedra per a Fèlix, el fill de PʻWSTʼ. Tenia tres anys. Va fer bondat en (els seus) dies (durant la seua vida).
KAI 135:
(1) ṭʻ(nʼ) ʼ(b)n z lbrk(b)ʻl (2) bt yʻšdby (3) wʻwʻ šʻnt (4) ʼsrm wʻmš
Erigida (va ser) aquesta pedra per a Biricbal, filla de YʻŠDBY. I va viure vint-i-cinc anys.